# 西外城田村
西外城田村（にしときだむら）は三重県多気郡にあった村。現在の多気町の西端、参宮線・外城田駅の南西一帯にあたる。

## 地理
- 山岳：浅間山、城山
- 河川：宮川、外城田川

## 歴史
- 1889年（明治22年）4月1日 - 町村制の施行により、多気郡野中村・田中村・森庄村・矢田村・笠木村・土羽村・相鹿瀬村の区域をもって西外城田村が成立。
- 1959年（昭和34年）4月15日 - 多気郡多気町に編入。同日西外城田村廃止。

## 産業
- 農業：カキ（戦前は富有柿、戦後は次郎柿が中心）[1]

## 交通

### 鉄道路線
- 日本国有鉄道
  - 参宮線：外城田駅

### 道路
現在は旧村域に伊勢自動車道の多気パーキングエリアが所在するが、当時は未開通。
- 三重県道119号松阪度会線
  - 女鬼トンネル

## 名所・旧跡・観光スポット・祭事・催事
- 御船神社